# Småbarnsskolan
För skolformen småbarnsskola, se Småbarnsskola

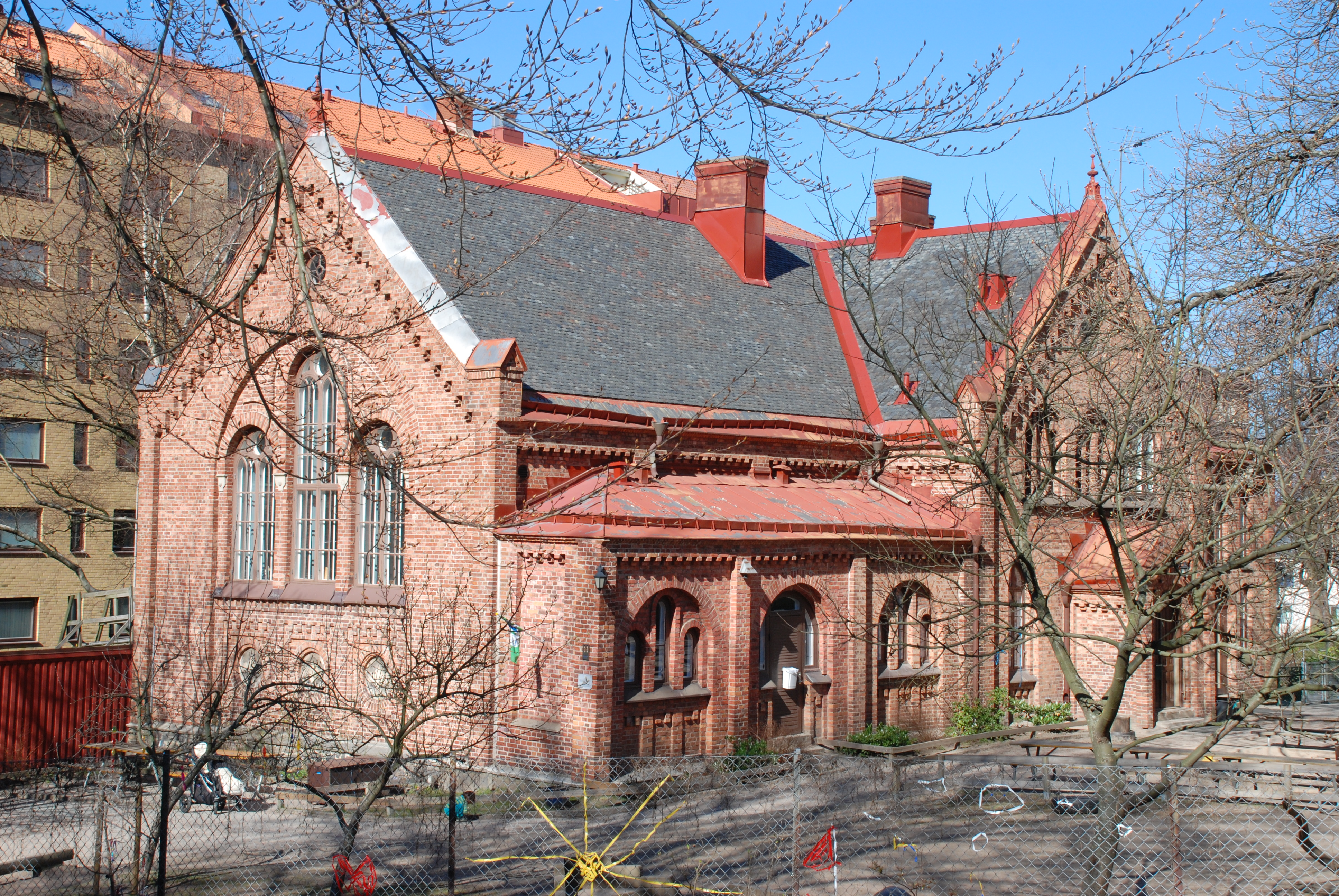
Småbarnsskolan vid Folke Bernadottes gata 4 i Annedal.

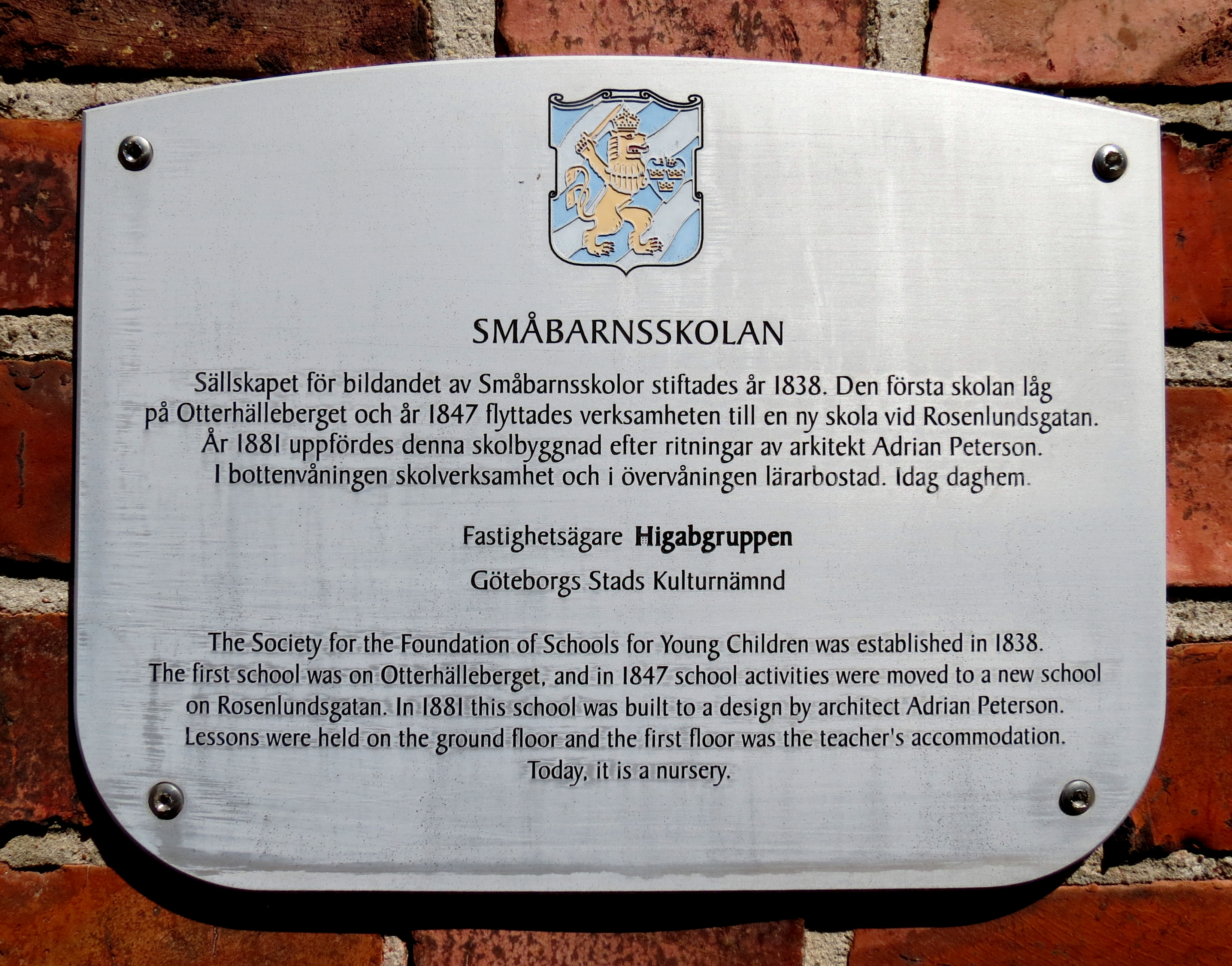
Plaketten sattes upp på södra gaveln till Småbarnsskolan i Annedal, Göteborg. Plaketten ingick upp som en del av Göteborgs stads kulturnämnds "Projekt Husmärkning" omkring åren 2000–2001.

Småbarnsskolan var en småbarnsskola för barn mellan två och sju år i Göteborg, som startades 1839 av Sällskapet för bildande av småbarnsskolor. En första motsvarande skola i Stockholm hade startats vid Allmänna Barnbördshuset 1836. 

## Historik

### Bildandet
Det var från England som idéerna kom, där Infant Schools grundats för att ta hand om barn under tiden som föräldrarna arbetade i textilfabrikerna, och dagen delades mellan lek och inlärning där ett anpassat undervisningsmaterial togs fram. Göteborgs Handels- och Sjöfarts-Tidning den 24 juli 1839 innehöll ett upprop i ärendet: "De af Stadens respective innevånare, som på Hans Majestät Konungens höga födelsedag d. 26 sistlidne Januari sammanskjöto en betydligare penningesumma, för bildandet af en fond för Småbarns-skolor eller andre, för fattiga barns uppfostran nyttigast ansedde, inrättningar, anmodas vänligen, att så allmänneligen som möjligt är, sammanträda hos undertecknad, Fredagen den 26 dennes, kl. 12 dagen, för att välja Ledamöter i Direction för den Inrättning, som de ädle gifvare under tiden behaga bestämma vara den ändamålsenligaste. Götheborg den 23 Juli 1839. G. Edenhjelm." Sällskapet för bildande av småbarnsskolor i Göteborg konstituerade sig den 26 juli 1839 och började sin verksamhet med inrättandet av en småbarnsskola, som öppnade den 4 oktober samma år i en hyrd lokal, som kunde rymma 60 barn. Lokalen hyrdes ut den 1 oktober 1839 av C.A. Holmgren på den nedre våningen i sitt "ägande hus N:o 101 & 101½ Litt. A i stadens 2:dra rote, bestående af 5 rum och kök samt 2:ne mindre garderober, att till Småbarnsskolor nyttjas och begagnas". Hyran utgjorde "fyra hundrade Riksdaler Rigsgäldssedlar, att betalas proportionaliter för hvarje Qvartal". 

### Första egna skolhuset
Det första egna skolhuset i Göteborg byggdes 1847 "mellan Tullstugan och Navigationsskolans hus". Det motsvarar nuvarande Hvitfeldtsplatsen, nära Rosenlunds spinneri, med plats för 200 barn. Kostnaden uppgick till ungefär 12 000 riksdaler riksgäld. Rummet för undervisning, läsrummet, var inrett med bänkar som placerats i rader på en ramp så att lärarinnan hade god uppsikt över barnen. Lekrummet var något större än läsrummet, och kök och matsal för 100 barn ingick eftersom barnen utspisades i skolan. En skolgård med planteringar för utelekar fanns här också. Den 20 juni 1881 såldes skolhuset i Rosenlund med tomt för 121 000 kronor. Vid samma tidpunkt beslutade direktionen att fyra nya skolhus skulle ordnas. År 1863 hade den andra småskolan öppnats, Redbergslids småbarnsskola, i ett skolhus vid Danska vägen 102 som ägdes av konsul Oskar Ekman. På långsidan av skolrummets östra del fanns en stenplatta uppsatt, som hade följande inskription med guldbokstäver: "Skolhus och tomt donerade 1862 till Sällskapet för bildande af Småbarnsskolor i Göteborg af Consul Oskar Ekman till minne af Generalconsul Conrad Fredrik Lang."

### Fler skolbyggnader och lokaler

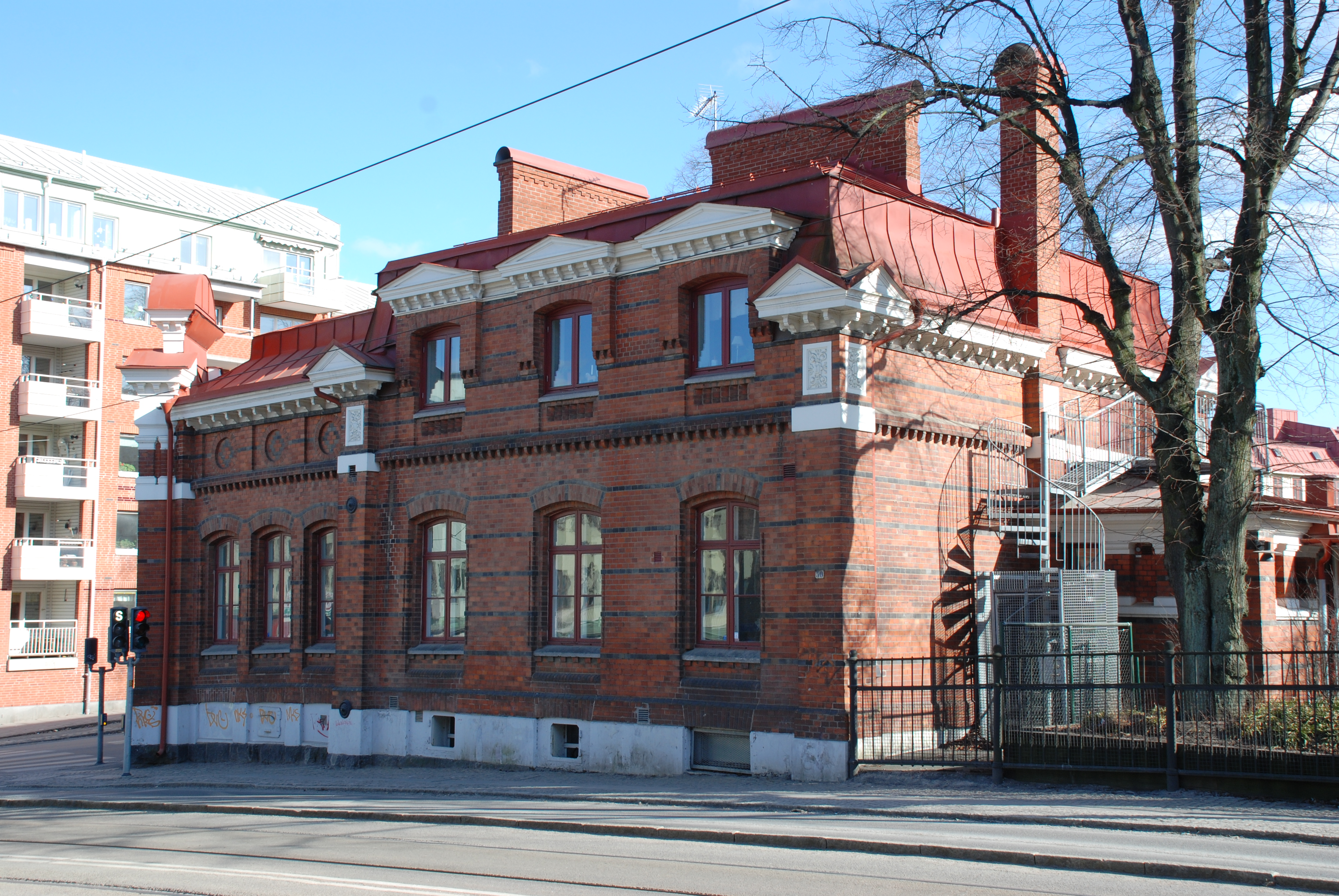
Småbarnsskolan byggd 1892 i Majorna

Efter denna modell byggde sällskapet ytterligarare sex skolor: 
- Majorna 1869, efter att både skolhus och tomt hade skänkts av en anonyma givare.
- Annedal 1881, sedan sällskapet fått överlåtelsebrev på tomterna nr 96 och 97 i stadens 13:de rote, senare med adressnummer 4 vid Föreningsgatan. Här lät man uppföra en byggnad av tegel till en kostnad av 28 000 kronor.
- Masthugget 1884. Styrelsen beslutade den 24 mars 1882 att av Johan Ljungbergs arvingar köpa en tomt i Majornas 5:te rote n:r 125 oCh 126, 7 600 kvadratfot stor, för 25 öre per kvadratfot och låta uppföra av ett nytt skolhus. Tomten avgränsades på tre sidor av Fjäll-, Paradis- och Klostergatorna. Den 19 juni samma år beslöts, att skolhuset skulle uppföras med plats för 125 barn till en kostnad av högst 20 000 kronor. Invigningen skedde den december 1884.
- Majorna 1892, genom en donation av tre anonyma givare på 25 000 riksdaler, den 10 februari 1868. Tack vare en slags byteshandel med Göteborgs stad, kunde sällskapet förvärva ett tomtområde den 6 och 11 oktober 1887 vid Carl Johansgatan 50 och med Såggatorna samt Allmänna vägen som gatugränser. Det nya skolhuset invigdes den 1 oktober 1892 av sällskåpets ordförande, Gustaf Snoilsky. Kostnaden uppgick till 31 942 kronor.
- Landala 1904, genom en donation av konsuln Wilhelm Röhss kunde den femte småbarnsskolan uppföras i Landala. Göteborgs stad hade utfärdat ett upplåtelsebrev på tomterna 8 och 9 i åttonde kvarteret Landala den 9 september 1902. Den 12 september 1904 öppnades skolan och den invigdes 19 december samma år. År 1938 var det bokförda värdet på byggnaden 48 615 kronor.

Och därefter: 
- Bö 1956
- Guldheden
- Krokäng på Hisingen
- Rosengången

Skolverksamhet installerades även i hyrda eller donerade fastigheter, bland annat i Lundby på Hisingen. Det var fastigheten villa Granhden vid Hallegatan 29 som hyrdes från den 1 april 1933, med tillhörande lekplan och med plats för högst 60 barn.

### Övergången till Göteborgs stad
Verksamheten vid småbarnsskolorna övergick vid ingången av år 1967 till Göteborgs stad. Förskolan för hörselskadade vid Västra Skansgatan i Haga drevs dock vidare av sällskapet.

## Stadgar och ordningsregler
- Den första paragrafen i sällskapets stadgar löd: "Sällskapet har till föremål, att i Götheborg bilda så kallade Småbarn-skolor, hvarest barn ifrån 2 till 6 års ålder emottagas, för att intill fyllda 7 års ålder erhålla undervisning och omvårdnad."
- Ordningsreglernas första punkt var: "Läseöfningarne förehafvas emellan kl. 9—12 f. m. alla söcknedagar, samt emellan kl. 2—4 e. m. alla Måndagar, Tisdagar, Thorsdagar och Fredagar, då icke helgedag inträffar. Onsdagar och Lördagar slutas dagens öfningar kl. 12. Barnen emottagas ifrån kl. 8 f. m., och kunna qvarblifva i Skolan till kl. 6 e. m,. utom Onsdagar och Lördagar, då de böra afhämtas kl. 12 på dagen."

## Ordföranden i sällskapet
- 1839-1843 - Landshövding Gillis Edenhjelm
- 1843-1848 - Landshövding Carl Gustaf Löwenhielm
- 1848-1864 - Landshövding statsrådet Olof Fåhraeus
- 1864-1885 - Landshövding Albert Ehrensvärd d.ä.
- 1885-1897 - Landshövding Gustaf Snoilsky
- 1897-1814 - Landshövding Gustaf Lagerbring
- 1915-1917 - Filosofie doktor Gustaf Ekman
- 1918-1928 - Landshövding Oscar von Sydow
- 1928-1929 - Gustaf Ekman återvaldes till ordförande
- 1929-1937 - Generalkonsul Holger Holm
- 1938-? - Rektor Gustaf Walli